# Джолдошев, Токчоро
Токчоро Джолдошев (кирг. Токчоро Жолдошов; 1903, Кара-Булак, Семиреченская область — 1937) — советский киргизский литератор и государственный деятель, нарком просвещения Киргизской АССР (1933—1935), основоположник киргизской литературной критики.

## Биография
В 1925 году окончил Джетысуйский институт просвещения в городе Верном. Сотрудничал в газетах «Тилчи», «Ак жол», «Джетысуйская правда», «Эркин-Тоо».
В 1925 году принят в ВКП(б), в 1925—1927 годах работал в Москве редактором и секретарем секции Центрального издательства народов СССР. В 1927 году составил и выпустил первый поэтический сборник киргизских поэтов «Кызыл гул» («Красный цветок»).
В 1927—1928 годах в семи номерах газет «Эркин Тоо», «Кызыл Кыргызстан» опубликовал цикл статей «Художественная литература и наши поэты», в 1927—1929 годах работал начальником академического центра Наркомата просвещения Киргизской АССР.
В 1929 году на II Всекиргизском Съезде советов был избран секретарем ЦИК Киргизской АССР. 1931—1932 годах работал председателем Колхозцентра Киргизской АССР.
В 1933—1935 годах — нарком просвещения Киргизской АССР, в 1933 г. выступил на VII Пленуме Киргизского областного комитета ВКП(б) с докладом «Культурное строительство в Киргизии и задачи народного просвещения».
В 1934 году был назначен главным редактором подготавливаемого к изданию эпоса «Манас».
В 1935 году был арестован, в 1937 году по сфальсифицированному обвинению осужден и расстрелян. В 1956 году посмертно реабилитирован.

### Семья
Дочь — Чолпон Джолдошева (1929—2016), филолог, член-корреспондент Национальной академии наук Кыргызской Республики.